# آك أوردا
آك أوردا (Ақорда) هو القصر الرئاسي بكازاخستان. ويقع على طول نهر إيشيم في جنوب غرب أستانا.

## نبذة
بُني القصر الرئاسي سنة 2004 من قبل شركة مابتكس (بالإنجليزية: Mabetex) التي أسسها بهجت باكولي الرئيس الثاني لكوسوفو. ويُعد القصر مكان عمل رئيس كازاخستان لكنه لا يسكن فيه. وتم تغطية المبنى بقبة مستدقة. وهذه المستدقة الذهبية يزينها شعار للشمس مكون من 32 شعاعًا أين يوجد بها عقاب السهوب.
ارتفاع المبنى يقدر بثمانين مترا ومساحته إجمالية قدرها 36720 مترًا مربعًا. ويضم الطابق الأرضي قاعة مركزية كبيرة، وقاعةً للمؤتمرات الصحفية، قاعة أخرى وحديقة. ويضم الطابق الأول مكاتب ويستضيف الثاني الأحداث الدولية في قاعاته: قاعة الرخام، القاعة الذهبية، القاعة البيضاوية، القاعة الشرقية التي بنيت في شكل منازل اليورت. ويضم الطابق الثالث مدخل القبة، قاعة اجتماعات الحكومة ومكتبةً. وقد استخدم في البناء واحد وعشرون نوعا الرخام.